# チャンス!〜彼女が成功した理由〜
『チャンス!〜彼女が成功した理由〜』（-かのじょがせいこうしたりゆう）は、フジテレビ系列で2009年3月7日・14日の23:10 - 24:10（JST）に「NTTドコモドラマスペシャル」として放送されたテレビドラマ。

## 概要
同じ名前の新入社員とキャリアウーマンが偶然携帯電話を取り違え、互いの立場が入れ替わってしまったことから巻き起こるコメディ。この春、新生活を迎えるフレッシュマンたちに向けてエールを送る内容となっている。
NTTドコモのCMに出演している堀北真希・劇団ひとりの他、成海璃子も特別出演した。通常の土曜ドラマでは、NTTドコモを筆頭とした複数スポンサーであるが、当番組ではNTTドコモの1社単独協賛。

## キャスト
- 河村珠希：堀北真希
- 玉置沙織：黒木メイサ
- 井上幹生：劇団ひとり
- 矢島宗徳：濱田岳
- 河村泰三：ムロツヨシ
- 大室聡志：温水洋一
- 高橋部長：飯田基祐
- 澄田今日子：安藤サクラ
- 蔦川由香：林丹丹
- 加藤：水沢駿
- 蛯原亜梨沙：桐谷美玲
- 草葉文也：岡田義徳
- 金子専務：平泉成

ゲスト
- 岡嶋：伊藤裕子
- 岡嶋の子供：鈴木福
- 吉田キヨ：市川千恵子
- ツアー客：久保いろは、池辺愛（モエヤン）
- バスガイド：阿南敦子
- ハセガワ：土平ドンペイ
- スエオ：伊藤幸純
- 高橋：原田文明
- タクシー運転手：田村三郎（Episode 1）、岸博之（Episode 2）
- 三田村正和：大橋智和
- 結婚式場の係員：舟木幸
- 大川泉水：成海璃子（特別出演）

## スタッフ
- プロデュース：中島久美子
- 脚本：橋本博行、鈴木智尋
- Music Selection：DJ KAORI
- 音楽：白石めぐみ（P.P.M.)
- 演出：小林和宏（FCC）

## 視聴率
| 各話      | 放送日        | 視聴率 |
| --------- | ------------- | ------ |
| Episode 1 | 2008年3月7日  | 8.6%   |
| Episode 2 | 2008年3月14日 | 8.2%   |